# Marmellar
Marmellar és un despoblat al municipi d'el Montmell (Baix Penedès), situat a una altitud de 532 metres sobre el nivell del mar.

## Història
La primera referència documental és una venda feta el 1023 els comtes de Barcelona a Guillem Amat de Castellvell on, entre les afrontacions del terme de Castellví de la Marca s'esmenta el terme i el castell de Marmellar.
El poble feia servir l'aigua que corria de la riera de Marmellar, actualment seca.
Segons l'arxiu parroquial, el 1717, la població era de 65 habitants i el 1787 de 59. El 1970 hi havia 26 habitants, però el 1976, un incendi va assolar la zona i poc temps després, el poble va quedar abandonat.
El 1993, la troballa d'una noia morta va alimentar les llegendes urbanes sobre aquest poble.